# Dominik Gmür (Politiker, 1800)

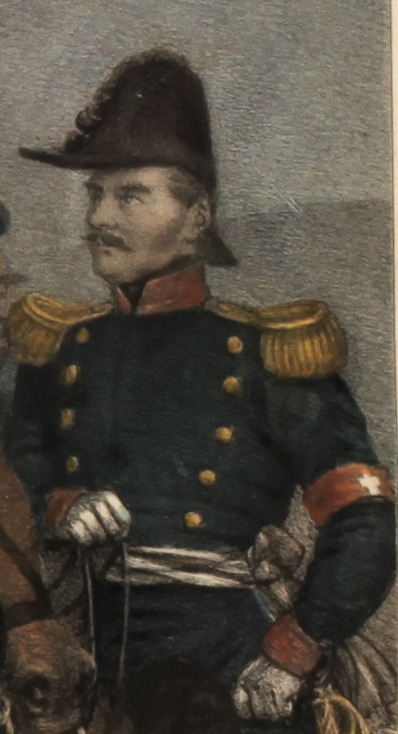
Dominik Gmür (um 1848)

Dominik Gmür (* 21. Juni 1800 in Schänis; † 7. Januar 1867 ebenda) war ein Schweizer Politiker. Von 1848 bis 1851 gehörte er dem Nationalrat an. Während des Sonderbundskriegs von 1847 war er Anführer der Truppen aus dem Kanton St. Gallen.

## Biografie
Gmür entstammte einer führenden Familie des Gasterlandes. Sein gleichnamiger Vater war vor der Ausrufung der Helvetischen Republik im Jahr 1798 der letzte Untervogt von Schänis gewesen. Von 1815 bis 1817 weilte Gmür in Mailand, wo er neusprachliche und technisch-mathematische Studien betrieb. Nach seiner Rückkehr betrieb er im Rathaus von Schänis, das im Besitz der Familie war, eine Gaststätte. Er betätigte sich auch als Fuhrhalter und Landwirt, nach einigen Jahren stieg er zum grössten Grundbesitzer im Gasterland auf. Im Militär hatte er ab 1839 den Rang eines Obersten, ausserdem war er Präsident des kantonalen Militärgerichts.
Gmür vertrat radikalliberale Ansichten und wurde 1831 in den Grossen Rat des Kantons St. Gallen gewählt, dem er mit Unterbrechungen bis zu seinem Tod angehörte. Mit zwei Dutzend Gleichgesinnten zog er im Januar 1833 nach Rapperswil, um dort im so genannten «Gasterkrieg» Strassensperren zu durchbrechen, die seiner Meinung nach den freien Handelsverkehr zwischen Zürich und Graubünden behinderten. Obwohl selbst Katholik, war Gmür ein entschiedener Gegner des Sonderbunds katholisch-konservativer Kantone. Auf welche Seite sich der «Schicksalskanton» St. Gallen stellen würde, musste sich bei den Grossratswahlen am 2. Mai 1847 entscheiden. Die Stimmberechtigten des Bezirks Gaster trafen sich in Schänis zu einer Wahlversammlung. Gmür überzeugte die Anwesenden, unter die sich auch zahlreiche nicht-stimmberechtigte Glarner gemischt hatten, mehrheitlich liberale Kandidaten zu wählen.
Im Grossen Rat gewannen die Liberalen die Oberhand. Dadurch sprach sich nun eine Mehrheit der Kantone für die gewaltsame Auflösung des Sonderbundes aus. Im anschliessenden Sonderbundskrieg führte Gmür die 6'000 Mann starke 5. Division, die überwiegend aus St. Gallern zusammengesetzt war. Er siegte am 23. November 1847 im Gefecht bei Meierskappel und nahm die Kapitulation des Kantons Schwyz entgegen. Im Oktober 1848 kandidierte Gmür bei den ersten Nationalratswahlen und wurde im Wahlkreis St. Gallen-West gewählt. Im sogenannten Büsinger-Handel von 1849 war er Oberbefehlshaber der an der Nordgrenze stehenden Brigaden und hatte keine glückliche Hand bei der Handhabung der Affäre, was ihn seinen guten Ruf bei der schweizerischen Bürgerschaft kostete. 1851 verzichtete er auf eine Wiederwahl. Gmür organisierte während mehrerer Jahre die Auswanderung verarmter Einwohner von Schänis nach Nordamerika. Ausserdem war er bei Projektierung und Bau der 1859 eröffneten Bahnstrecke Rapperswil–Ziegelbrücke wesentlich beteiligt.